# Dannhausen (Bad Gandersheim)

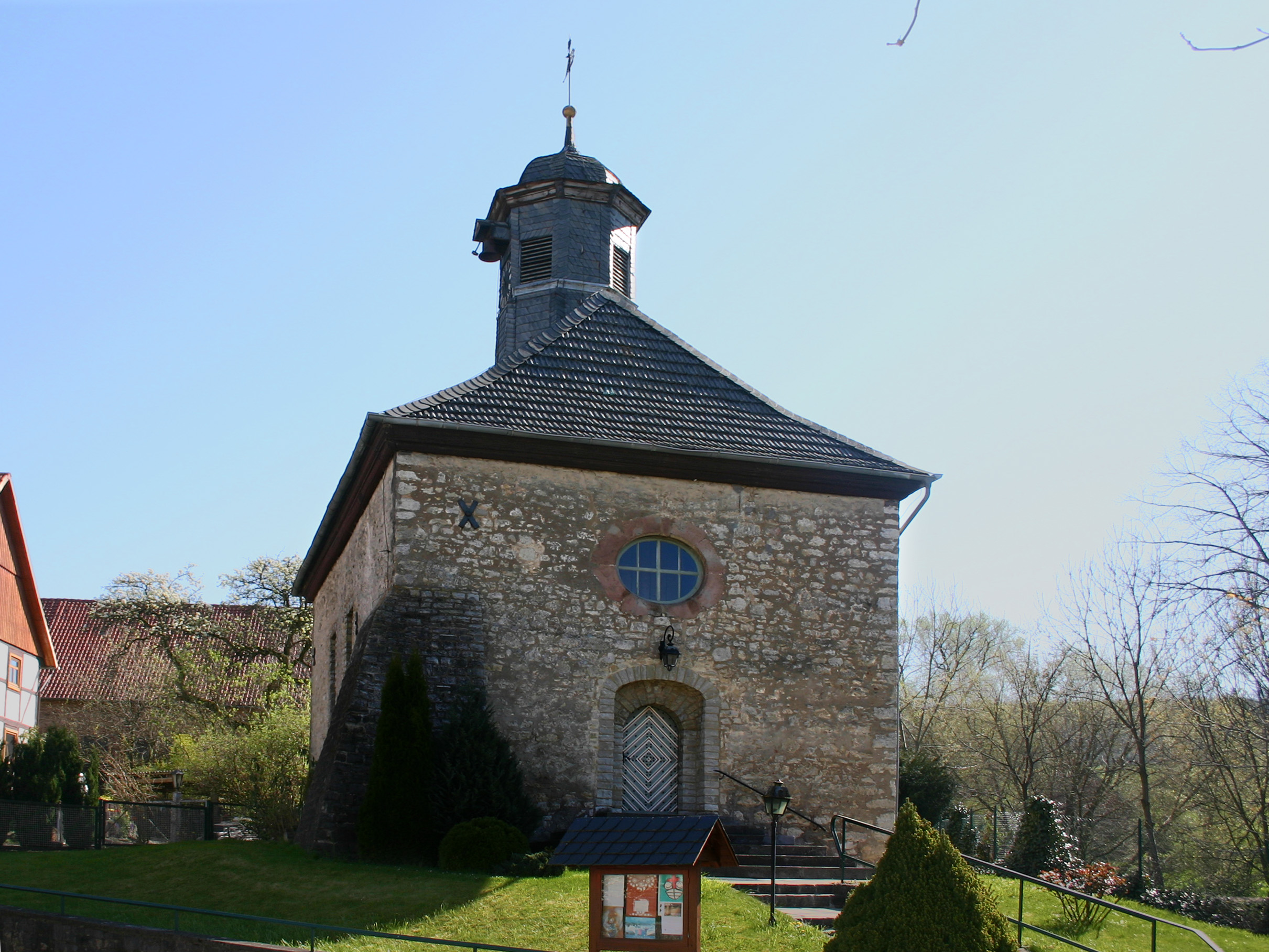
St. Martin, Dannhausen (2007)

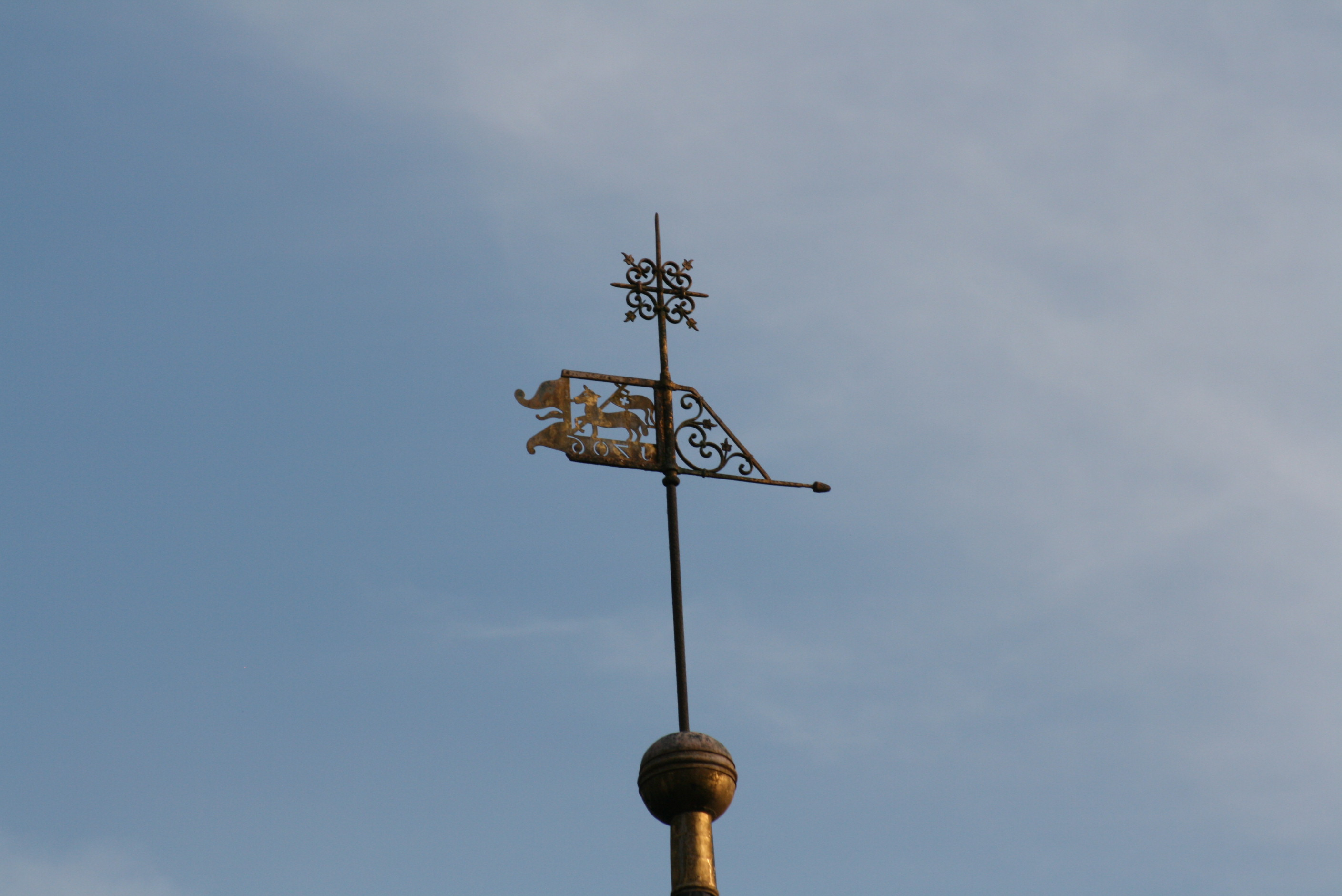
Wetterfahne St. Martin (2008)

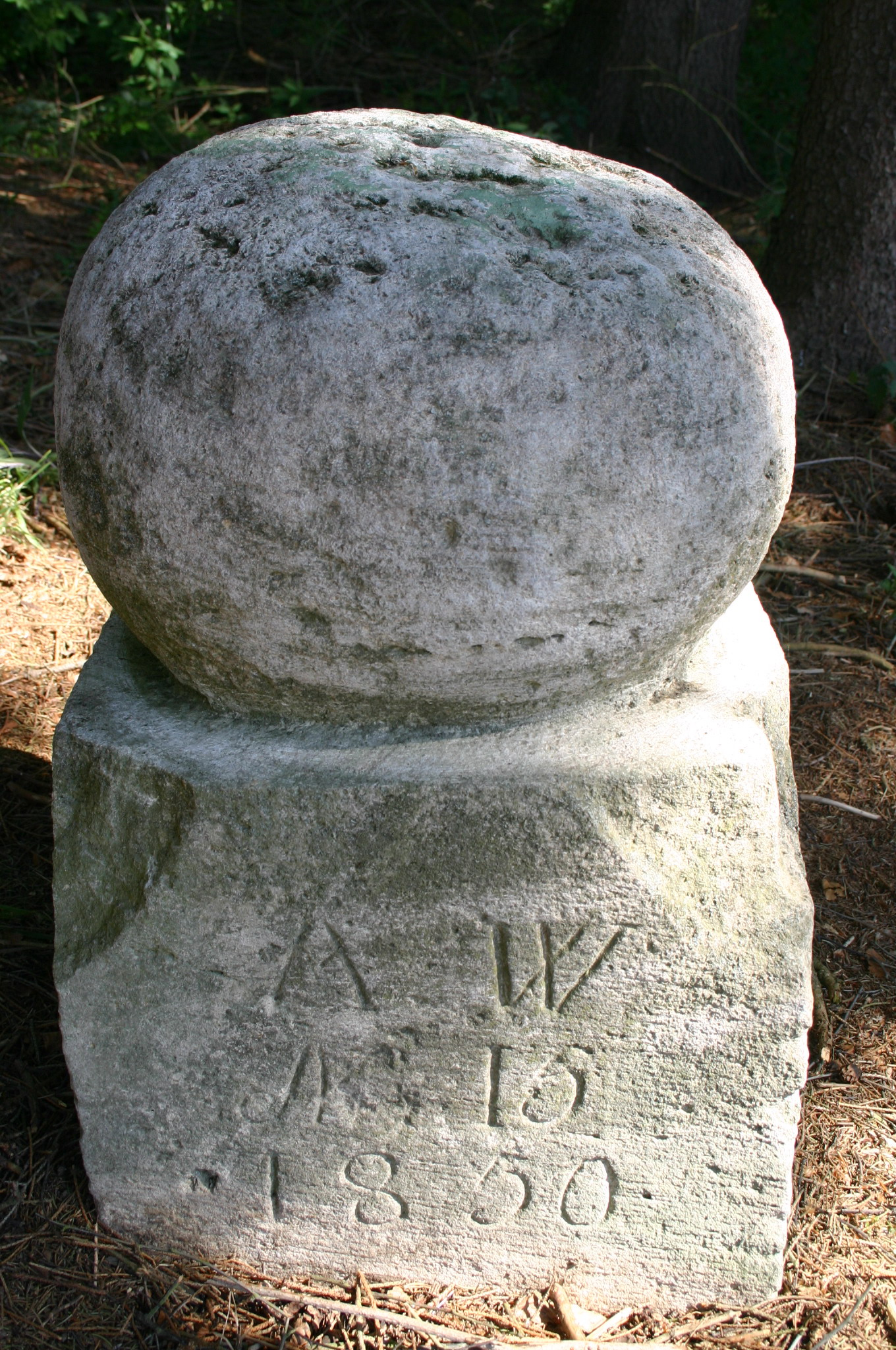
Kopfstein Dannhausen (2007)

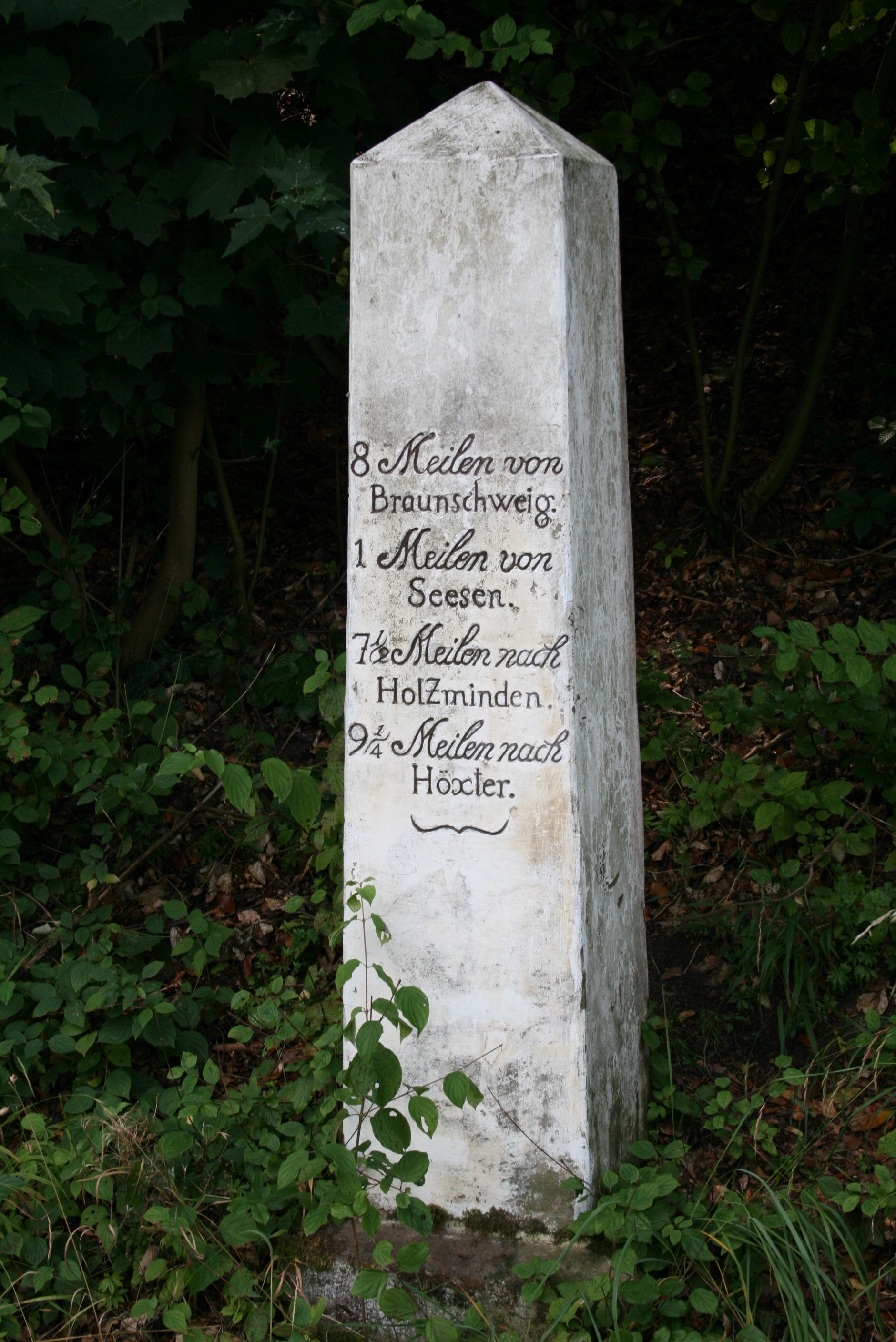
Meilenstein Dannhausen (2009)

Dannhausen ist ein Ortsteil von Bad Gandersheim im niedersächsischen Landkreis Northeim.

## Geographie
Der Ort liegt circa 6 km östlich von der Stadtmitte Bad Gandersheims an der B 64. Zur Feldmark Dannhausen gehören die Erhebungen Klei und Wausterberg. Beide gehören zum Höhenzug Heber.

## Geschichte
Die erste urkundliche Erwähnung des Dorfes stammt aus dem Jahre 1007, als Bischof Bernward von Hildesheim dem Stift Gandersheim den Besitz von 23 Orten bestätigte, darunter Dannhausen. Aus der Ortsnamenendung auf -hausen lässt sich ableiten, dass das Dorf älter ist. Die Orte mit den Endungen auf „-husen“ oder „-hausen“ werden in die Zeit vom 5. bis zum 9. Jahrhundert datiert. Sie sind jünger als solche mit den Endungen -ade und -ahe, wie die Nachbardörfer Engelade und Bilderlahe (vor dem 5. Jahrhundert), aber älter als die Orte mit den Endungen auf -rode, wie Ellierode, Wolperode oder Wrescherode (10. bis 11. Jahrhundert). Der Name des Ortes lautete 1007 Dandanhusi, 1229 Dandenhusen und 1524 Dannenhusen. Die erste Silbe (Dann-) von Tannen abzuleiten ist zweifelhaft, weil es in der Gründungszeit des Ortes im Vorharzgebiet weder Tannen- noch Fichtenwälder gegeben hat. Möglich ist die Ableitung von einem nicht mehr bekannten Personennamen (vgl. Ackenhausen).
Am 1. März 1974 wurde Dannhausen in die Stadt Bad Gandersheim eingegliedert.

## Politik
Gemäß der Hauptsatzung von Bad Gandersheim werden die Ortsteile der Stadt jeweils durch einen Ortsvorsteher vertreten. Aktuell ist Ulrich Kiehne in dieser Funktion.

## Sehenswertes
Südöstlich des Dorfes befindet sich der Kopfstein, auch Vierämterstein genannt. Er markiert den Punkt der Grenze der ehemaligen Ämter Gandersheim, Westerhof, Staufenburg und Seesen des Königreiches Hannover. Die Ämter wurden nach der Annexion des Königreichs Hannover durch Preußen aufgelöst und in Kreise umgebildet. (vgl. Amt (Kommunalrecht))
Zum Dorf gehört ein Meilenstein in Form eines Obelisken an der B64 Richtung Seesen aus Braunschweiger Zeit. Er zeigt die Entfernung in Meilen nach Seesen (1 Meile) und Höxter (9¼ Meilen). Eine Land- oder Postmeile entspricht etwa 7500 Meter.

## Kirche
Dannhausen gehört zum Pfarrverband Herrhausen, Dannhausen, Engelade. Die St.-Martin-Kirche im Ort stammt aus dem 11. Jahrhundert und diente als Vorposten des ehemaligen Klosters in Gandersheim. Die Wetterfahne auf der Kirchturmspitze ziert ein Schaf mit einer Fahne als Wappen der Gemeinde.

## Vereine
- Freiwillige Feuerwehr Dannhausen, Ortsbrandmeister ist Tobias Uhde
- Gymnastikgruppe Dannhausen
- Concordia Dannhausen